# Glutops rossi
Glutops rossi är en tvåvingeart som beskrevs av Pechuman 1945. Glutops rossi ingår i släktet Glutops och familjen Pelecorhynchidae. Inga underarter finns listade i Catalogue of Life.